# Arosio
Arosio (lombardul: Aroeus) település Olaszországban, Lombardia régióban, Como megyében. Lakosainak száma 5135 fő (2023. január 1.). Arosio Carugo, Inverigo és Giussano községekkel határos.

## Népesség
A település népességének változása:
| Lakosok száma | 4989 | 5019 | 5135 |
|               | 2017 | 2018 | 2023 |